# Sepp Haider
Josef "Sepp" Haider (Dienten, 26 september 1953) is een Oostenrijks voormalig rallyrijder.

## Carrière
Sepp Haider debuteerde in 1976 in de rallysport. In 1977 maakte hij ook zijn opwachting in het Wereldkampioenschap rally, maar bleef zich daarna een lange tijd concentreren op nationale kampioenschappen. Haider keerde pas weer terug in het WK rally in 1987, toen hij gecontracteerd werd bij General Motors Europe, actief in een Opel Kadett GSI en vanaf medio 1988 in de Opel Kadett GSI 16V, beide in groep A uitvoering. Een tiende plaats in San Remo was zijn beste resultaat dat jaar. In het seizoen 1988 reed hij twee WK-rally's voor het team en won hij als enige deelnemende fabrieksrijder de Rally van Nieuw-Zeeland. Ook in 1989 werkte hij een aantal WK-rally's af in deze vorm, maar deze keer met minder succes. Datzelfde jaar wist hij echter wel de titel op zijn naam te schrijven in het West-Duits rallykampioenschap. Haider keerde nog een keer terug in het WK in 1993, met een door Schmidt Motorsport ingeschreven Audi Coupé S2. Daarmee reed hij naar enkele verrassend goede resultaten toe, waaronder een zevende plaats in Zweden en een vijfde plaats in Australië (zijn laatste WK-rally).
Nadien bleef hij tot eind jaren negentig nog sporadisch actief in het Oostenrijks rallykampioenschap.

## Complete resultaten in het Wereldkampioenschap rally

### Overwinningen
| Nr. | Seizoen | Rally                              | Navigator           | Auto            |
| --- | ------- | ---------------------------------- | ------------------- | --------------- |
| 1   | 1988    | 19th Rothmans Rally of New Zealand | Ferdi Hinterleitner | Opel Kadett GSI |

### Overzicht van deelnames
| Seizoen | Inschrijving           | Auto                | 1   | 2      | 3      | 4      | 5   | 6      | 7   | 8      | 9      | 10     | 11  | 12     | 13     | 14  | Pos. | Punten |
| ------- | ---------------------- | ------------------- | --- | ------ | ------ | ------ | --- | ------ | --- | ------ | ------ | ------ | --- | ------ | ------ | --- | ---- | ------ |
| 1977    | Josef Haider           | Opel Kadett GT/E    | MON | ZWE NF | POR NF | KEN    | NZL | GRI NF | FIN | CAN    | ITA    | FRA    | GBR |        |        |     | -    | -      |
| 1987    | GM Euro Sport          | Opel Kadett GSI     | MON | ZWE    | POR    | KEN    | FRA | GRI    | VST | NZL    | ARG    | FIN NF | IVK | ITA 10 | GBR NF |     | 66   | 1      |
| 1988    | GM Euro Sport          | Opel Kadett GSI     | MON | ZWE    | POR    | KEN NF | FRA | GRI    | VST | NZL 1  | ARG    | FIN    | IVK | ITA    | GBR    |     | 14   | 20     |
| 1989    | GM Euro Sport          | Opel Kadett GSI     | ZWE | MON    | POR    | KEN    | FRA | GRI    | NZL | ARG    | FIN NF | AUS NF | ITA | IVK    |        |     | -    | 0      |
| 1989    | GM Euro Sport          | Opel Kadett GSI 16V |     |        |        |        |     |        |     |        |        |        |     |        | GBR NF |     | -    | 0      |
| 1993    | SMS AG-Revo Ingenieure | Audi Coupé S2       | MON | ZWE 7  | POR    | KEN    | FRA | GRI    | ARG | NZL NF | FIN    | AUS 5  | ITA | SPA    | GBR    |     | 23   | 12     |
| 1996*   | Josef Haider           | Opel Astra GSI 16V  | MON | ZWE    | POR 11 | KEN    | IDN | FRA    | GRI | ARG    | NZL    | FIN    | AUS | ITA    | SPA    | GBR | -    | -      |

* Nam enkel deel aan rondes die buiten het rijders- en constructeurskampioenschap vielen.

##### Noot
- Het concept van het Wereldkampioenschap Rally tussen 1973 en 1976, hield in dat er enkel een kampioenschap open stond voor constructeurs.
- In de seizoenen 1977 en 1978 werd de FIA Cup for Drivers georganiseerd. Hierin meegerekend alle WK-evenementen, plus tien evenementen buiten het WK om.